# 下地暁
下地 暁（しもじ さとる、1957年 - ）は、沖縄県宮古島市城辺出身のシンガーソングライター。
- 初代宮古島大使（2010年宮古島市任命）
- RBCiラジオ「宮古発！下地 暁 のわいわいワイドー！」のパーソナリティ
- 2012年2月 功労感謝状受賞（宮古島警察署）
- 2012年度 県文化協会賞受賞（沖縄県文化協会）
- 2013年10月 WOMEX（World Music Expo）出展（開催国：英国）

## 経歴
1992年、宮古島市の沖縄県立宮古高等学校卒業後に東京にて音楽活動をしていたが、島の言葉「宮古方言」を歌で次世代に繋げることができないかと考え故郷宮古島に活動拠点を移した。以来2013年現在、宮古島の音楽を宮古島から世界へ向けての発信活動21年目となる。「宮古方言」はユネスコにより消滅危機にあると認定されている言語の一つである。
創作活動では、アルバム「オトーリ」を初めとし、2010年8月に携帯着うたサイトの「沖縄ちゅらサウンズ」で10週連続1位を記録した「宮古まもる君のうた」、Goh Hotoda（ゴウ・ホトダ）プロデュースによる最新アルバム「Myahk」まで70以上の作品を発表している。
また、宮古島伝統文化保護活動として、2002年より毎年11月の第1日曜日に宮古島市で開催されているイベント、「クイチャーフェスティバル」を立ち上げ、2013年現在その実行委員長を務めている。クイチャーとは、宮古島固有の伝統芸能で日本唯一の足踊りである。
2012年2月の宮古島警察署からの功労感謝状受賞は、日ごろの警察業務に積極的に協力した団体・個人に対して感謝の意を表するためとして贈られたもの。
2012年度県文化協会賞は、音楽を通して地域の文化を宮古島から世界に向け発信し、「クイチャーフェスティバル」等の地域イベントを企画運営している貢献度が認められたもの。
2013年10月の英国で開催されたWOMEX（World Music Expo）出展は、宮古島音楽の海外発信として若手アーティストの育成及び音楽ビジネス基盤の構築に向け取り組むという目的を、公益財団法人沖縄県文化振興会に平成25年度沖縄文化活性化・創造発信支援事業として採択されたものである。
WOMEXは世界100カ国、300人以上のアーティストが参加する世界の音楽コミュニティ。2013年は10月23～27日まで英国カーディフで開催され、宮古島からは下地暁と共に同じく宮古島のポップスユニットKukuruの下地美波と宮古テレビアナウンサーの新里春菜もメンバー（アーティスト）として参加した。

## ディスコグラフィー

### アルバム
1. オトーリ （1993年4月15日 LAGOON）
2. んきゃーんじゅく （1997年2月21日 LAGOON）
3. 龍宮の島 （2000年6月21日 BMG FUN HOUSE）
4. クイチャーあぁぐ （2002年9月1日 LAGOON）
5. じゃんま じゃんま （2003年9月6日 LAGOON）
6. 僕の島 （2004年3月30日 LAGOON）
7. 真太陽－マティダ－ （2007年5月9日 LAGOON）
8. Myahk （2012年12月13日 LAGOON）

### シングル
1. ぴっちゃがま （1994年4月15日 RROP-FIZZ RECORDS ）
2. 遙かなる想い （1999年5月6日 LAGOON） - 第15回全日本トライアスロン宮古島大会テーマソング
3. 風を感じて （1999年5月6日 LAGOON） - 宮古島100kmワイドーマラソンテーマソング。非売品。
4. 風のあやぐ （1999年7月23日 BMG FUNHOUSE） - 角松敏生プロデュース。
5. 太陽（ティダ）の歌 （2000年5月24日 BMG FUN HOUSE） - NHKみんなのうた。
6. 大地の花/魂躍らし （2005年3月25日） - 角松敏生プロデュース。下地勇と共演。沖縄限定発売。
7. Save The Sea Save The Sky （2008年10月2日） - 歌：パニパニガールズ
8. パーントゥの歌 （2008年10月2日） - 歌：パニパニガールズ
9. 宮古まもる君のうた （2009年12月12日） - 歌：パニパニJr
10. ヘルシークイチャー （2009年12月22日） - 歌：パニパニガールズ
11. パニパニおばぁの歌 （2011年9月19日） - 歌：パニパニおばぁ
12. 宮古島まるこちゃん （2012年9月9日） - 歌：パニパニJr
13. ワイドー！美ぎ島 （2012年9月9日） - 歌：Kukuru　～心～

## 出演番組
- 下地暁のわいわいワイドー（RBCiラジオ・土曜16:00〜16:30）

## 下地暁外部リンク
- 下地 暁 - 公式サイト
- 下地 暁 - 公式サイト英文
- Lagoon Music 下地暁 (shimojisatoruOfficial) - Facebook - 下地暁オフィシャル